# Åminne (Jönköping)

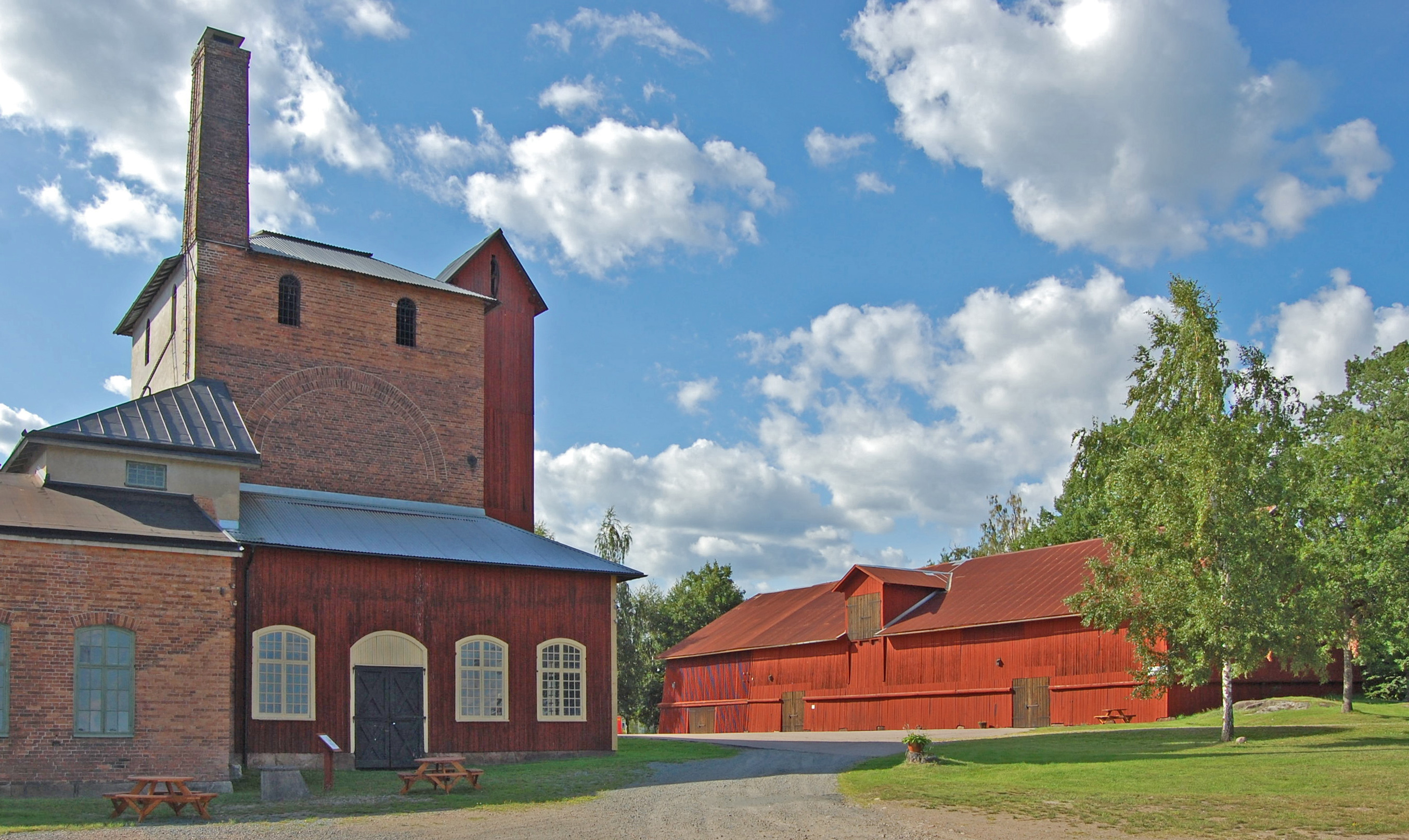
Gebäude der Hütte Åminne

Åminne ist eine Ortschaft (Tätort) in der schwedischen Gemeinde Värnamo. Der Ort liegt etwa sieben Kilometer südlich von Värnamo am Westufer des Sees Vidöstern.
Der Name Åminne geht zurück auf einen Hof bei Kärda, etwa sechs Kilometer westlich der heutigen Ortslage. Dort wurde seit 1826 eine Eisenhütte betrieben. Mit der Fertigstellung der Eisenbahn von Skane nach Småland im Jahr 1899, die durch die heutige Ortslage führt, wurde die Hütte Åminne an ihren jetzigen Standort nach Åminne verlegt. Um die Eisenhütte und den Bahnhof entstand der Ort Åminne. Die Produktion des Betriebes wurde 1992 eingestellt. Heute wird dort das Hüttenmuseum Åminne (schwedisch: Åminne Bruksmuseum) betrieben.
Die Einwohnerzahl Åminnes sank von 195 Personen (Stand 2000) auf 187 Personen im Jahr 2005, stieg aber bis 2015 wieder auf 222.